# Gà Minorca

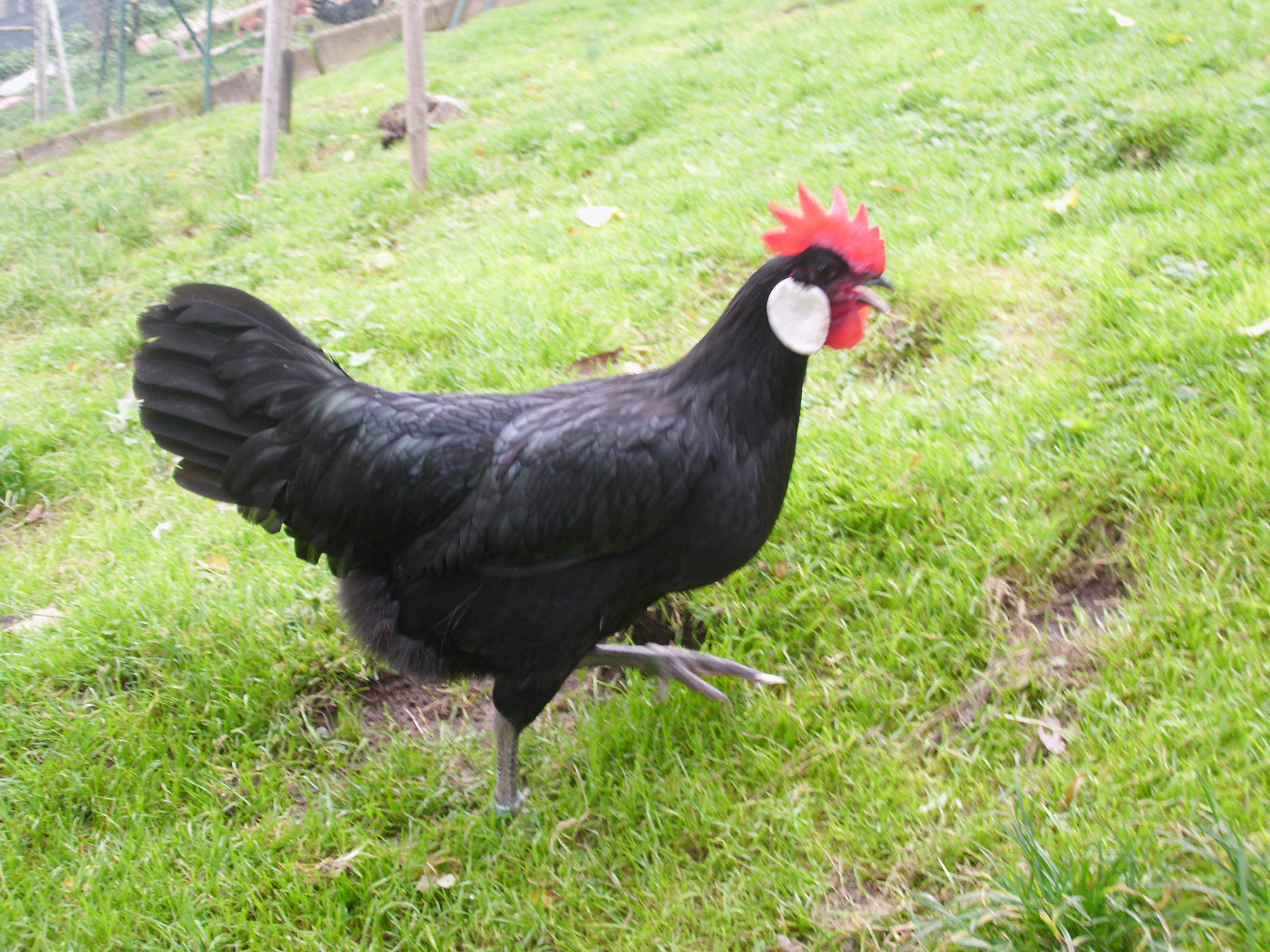
Một con gà Minorka

Gà Minorca (tiếng Catalan: Gallina de Menorca; tiếng Tây Ban Nha: Menorquina) là một giống gà nội địa có nguồn gốc ở đảo Địa Trung Hải là Menorca, trong Quần đảo Balearic ở phía đông nam của Tây Ban Nha. Chúng là một giống gà triển lãm nổi tiếng ở nhiều nước trên thế giới, nhưng ở đảo Menorca thì chúng lại là một giống có nguy cơ bị tuyệt chủng và được coi là có nguy cơ bị tuyệt chủng.

## Lịch sử
Các giống gà quốc tế của Minorca đã được tạo ra bởi người Anh từ các giống gà bản địa Menorcan. Quá trình này bắt đầu trong thời gian chiếm đóng đảo của Anh từ năm 1708 đến năm 1783, nhưng không rõ liệu nó có diễn ra ở đó hay ở Anh. Có khả năng là nó bắt đầu ở Menorca và tiếp tục ở Anh nơi nhập khẩu gà từ Menorca vào những năm 1780 được ghi nhận. Khoảng 100 năm sau, giống gà này phổ biến và lâu đời ở Devon và Cornwall, ở phía tây nam nước Anh, nơi nó được coi là giống gà để đẻ trứng.
Nó đã được trưng bày tại Paris, dưới cái tên "Barbezieux" và được phổ biến rộng rãi trên thế giới. Giống này đã đến Đức vào cuối những năm 1870 và được bổ sung vào Tiêu chuẩn Hoàn thiện của Hiệp hội Gia cầm Mỹ năm 1888. Nhiều nỗ lực đã được thực hiện để sửa đổi một số đặc điểm vật lý của giống gà này, bao gồm kích thước cơ thể (bằng cách lai tạo với gà Tam hoàng/Langshan), kích thước của mồng và dái tai, và vị trí của cổ. Cho đến gần đây, gà Minorca không phổ biến ở hòn đảo của nó.
Năm 2004, một dự án đánh giá số lượng và chất lượng của số lượng còn lại trong các trang trại và nhà nước của đảo được hoàn thành tại Trung tâm de Capacitació i Experiències Agràries de Mao thuộc trường cao đẳng nông nghiệp Mahón và kết quả xuất bản năm 2006. Một đàn giống được lựa chọn về chất lượng và bao gồm 30 con gà trống và 150 con gà mái được thành lập tại trường và 600 con gà được phân phối cho các nhà lai tạo địa phương để góp phần thực hiện công tác bảo tồn giống.
Vào năm 2012, chương trình bảo tồn và cải tiến giống nho Minorca đã được phê duyệt, được quản lý bởi Hiệp hội các nhà lai tạo Gallacor de Gallines, hiệp hội các nhà lai tạo gà ở đảo Menorca. Minorca được liệt kê bởi Bộ trưởng Bộ Nông nghiệp là Alimentación y Medio Ambiente của Bộ Nông nghiệp Tây Ban Nha, trong số các giống bản địa có nguy cơ bị tuyệt chủng. Số lượng gà ở Tây Ban Nha vào cuối năm 2012 là 460 con, tất cả đều ở quần đảo Balearic.

## Đặc điểm

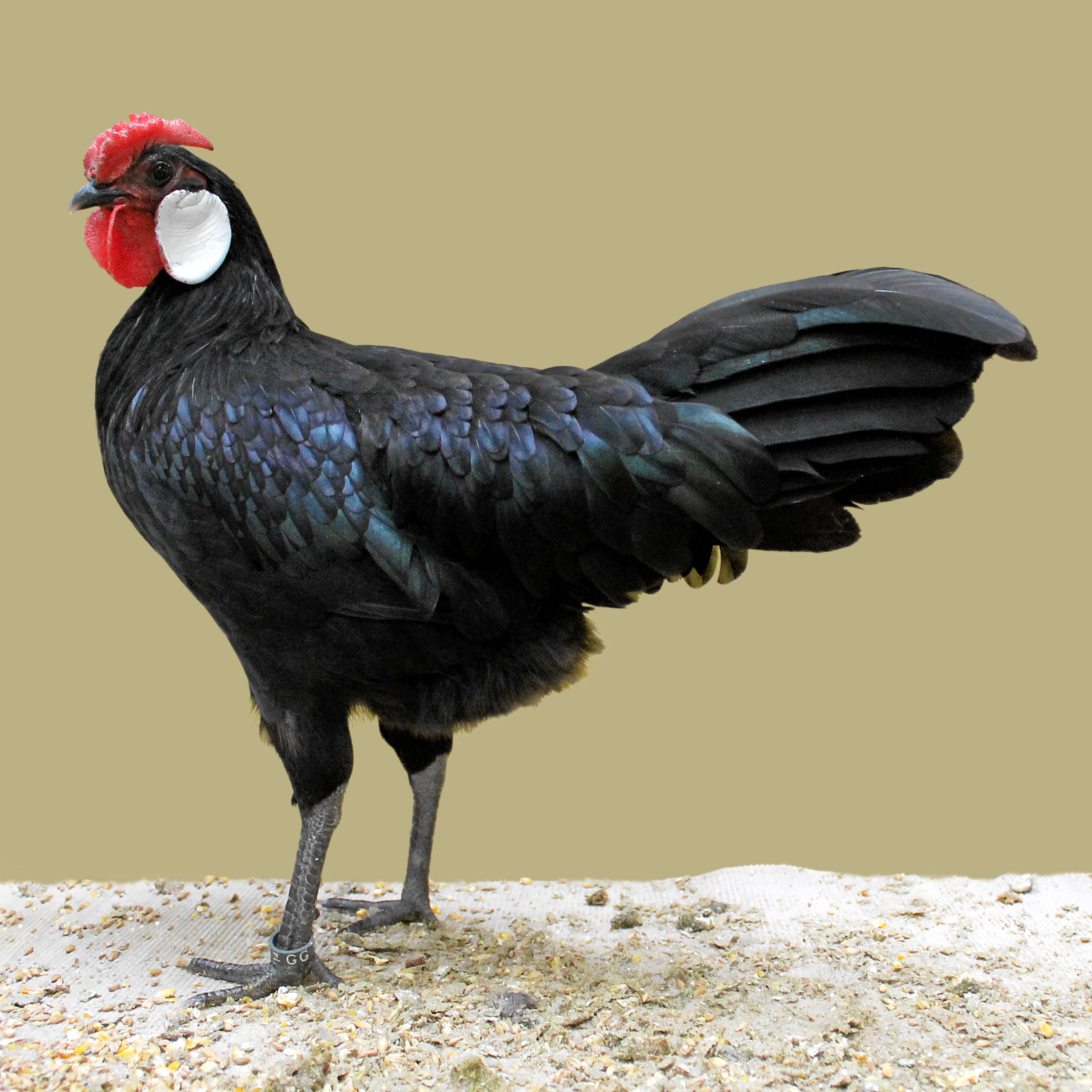
Gà Minorka

Ở Tây Ban Nha, gà Minorca là một giống gà có kích thước trung bình, với bộ lông đen xanh đồng đều. Gà trống nặng khoảng 2,8 kg và gà mái khoảng 2,2 kg. Mồng, mặt và tích có màu đỏ tươi. Mào trơn và đơn, với sáu điểm được xác định rõ (mồng phân thành sáu ngọn); gà trống có mào dựng lên nhưng gà mái thì rủ xuống một bên. Dái tai có màu trắng, rất lớn, và hình bầu dục hoặc quả hạnh nhân. Da gà có màu trắng ởn và chân gà có màu đen hoặc đen tối.
Tiêu chuẩn gia cầm của Anh kêu gọi trọng lượng cao hơn, trong khoảng 2,70–3,60 kg cho cả gà trống và gà mái. Ở Vương quốc Anh, các giống màu xanh dương và trắng của Minorca được ghi nhận, và ở một số quốc gia khác có các giống và có nhiều giống. Các con gà Minorca thường được nuôi giữ như một giống trang trí. Là một con gà trong trang trại, nó là một giống gà đẻ trứng. Gà mái bắt đầu đẻ sớm, vào khoảng 26 tuần, và cho khoảng 120 quả trứng trắng mỗi năm. Trứng nặng hơn 65g từ tuần lễ thứ 57 của trứng gà.